# 2004-es labdarúgó-Európa-bajnokság (selejtező – 2. csoport)
A 2004-es labdarúgó-Európa-bajnokság selejtezőjének 2. csoportjának mérkőzéseit tartalmazó lapja. A csoportban Románia, Dánia, Norvégia, Bosznia-Hercegovina és Luxemburg szerepelt. A csapatok körmérkőzéses, oda-visszavágós rendszerben játszottak egymással.
Dánia kijutott a Európa-bajnokságra. Norvégia pótselejtezőt játszott, amelyet elvesztett és kiesett.

## Tabella
| Hely. | Csapat              | M | Gy | D | V | G+ | G– | Gk  | P  | Továbbjutás                           |     | Dánia | Norvégia | Románia | Bosznia-Hercegovina | Luxemburg |
| ----- | ------------------- | - | -- | - | - | -- | -- | --- | -- | ------------------------------------- | --- | ----- | -------- | ------- | ------------------- | --------- |
| 1.    | Dánia               | 8 | 4  | 3 | 1 | 15 | 9  | +6  | 15 | Kijutott a 2004-es Európa-bajnokságra |     | —     | 1–0      | 2–2     | 0–2                 | 2–0       |
| 2.    | Norvégia            | 8 | 4  | 2 | 2 | 9  | 5  | +4  | 14 | Pótselejtezőbe került                 |     | 2–2   | —        | 1–1     | 2–0                 | 1–0       |
| 3.    | Románia             | 8 | 4  | 2 | 2 | 21 | 9  | +12 | 14 |                                       |     | 2–5   | 0–1      | —       | 2–0                 | 4–0       |
| 4.    | Bosznia-Hercegovina | 8 | 4  | 1 | 3 | 7  | 8  | −1  | 13 |                                       | 1–1 | 1–0   | 0–3      | —       | 2–0                 |           |
| 5.    | Luxemburg           | 8 | 0  | 0 | 8 | 0  | 21 | −21 | 0  |                                       | 0–2 | 0–2   | 0–7      | 0–1     | —                   |           |

1. 1 2  Egymás elleni pontszám: Norvégia 4, Románia 1.

## Mérkőzések
| 2002. szeptember 7. |

| Norvégia            | 2–2               | Dánia            |
| ------------------- | ----------------- | ---------------- |
| Riise 54' Carew 90' | (0–1) Jegyzőkönyv | Tomasson 22' 72' |

| Ullevaal Stadion, Oslo Nézőszám: 25 114 Játékvezető: Hugh Dallas (skót) |

| 2002. szeptember 7. |

| Bosznia-Hercegovina | 0–3               | Románia                        |
| ------------------- | ----------------- | ------------------------------ |
|                     | (0–3) Jegyzőkönyv | Chivu 7' Munteanu 8' Ganea 27' |

| Koševo Stadium, Szarajevó Nézőszám: 4000 Játékvezető: Lucílio Batista (portugál) |

| 2002. október 12. |

| Románia | 0–1               | Norvégia    |
| ------- | ----------------- | ----------- |
|         | (0–0) Jegyzőkönyv | Iversen 83' |

| Steaua Stadion, Bukarest Nézőszám: 25 000 Játékvezető: Valentin Ivanov |

| 2002. október 12. |

| Dánia                            | 2–0               | Luxemburg |
| -------------------------------- | ----------------- | --------- |
| Tomasson 52' (11-esből) Sand 72' | (0–0) Jegyzőkönyv |           |

| Parken Stadion, Koppenhága Nézőszám: 40 259 Játékvezető: Bede Ferenc (magyar) |

| 2002. október 16. |

| Norvégia               | 2–0               | Bosznia-Hercegovina |
| ---------------------- | ----------------- | ------------------- |
| Lundekvam 7' Riise 27' | (2–0) Jegyzőkönyv |                     |

| Ullevaal Stadion, Oslo Nézőszám: 24 169 Játékvezető: Michael Benes (cseh) |

| 2002. október 16. |

| Luxemburg | 0–7               | Románia                                                 |
| --------- | ----------------- | ------------------------------------------------------- |
|           | (0–4) Jegyzőkönyv | Moldovan 2' 5' Rădoi 25' Contra 45' 47' 86' Ghioane 81' |

| Stade Josy Barthel, Luxembourg Nézőszám: 2056 Játékvezető: Romans Lajuks (lett) |

| 2003. március 29. |

| Románia              | 2–5               | Dánia                                                         |
| -------------------- | ----------------- | ------------------------------------------------------------- |
| Mutu 5' Munteanu 47' | (1–1) Jegyzőkönyv | Rommedahl 8' 90' Gravesen 53' Tomasson 71' Contra 73' (öngól) |

| Stadionul Naţional, Bukarest Nézőszám: 55 000 Játékvezető: Manuel Mejuto González (spanyol) |

| 2003. március 29. |

| Bosznia-Hercegovina    | 2–0               | Luxemburg |
| ---------------------- | ----------------- | --------- |
| Bolić 58' Barbarez 75' | (0–0) Jegyzőkönyv |           |

| Bilino Polje, Zenica Nézőszám: 10 000 Játékvezető: Jouni Hyytiä (finn) |

| 2003. április 2. |

| Dánia | 0–2               | Bosznia-Hercegovina     |
| ----- | ----------------- | ----------------------- |
|       | (0–2) Jegyzőkönyv | Barbarez 23' Baljić 29' |

| Parken Stadion, Koppenhága Nézőszám: 30 845 Játékvezető: Anton Stredak (szlovák) |

| 2003. április 2. |

| Luxemburg | 0–2               | Norvégia                   |
| --------- | ----------------- | -------------------------- |
|           | (0–0) Jegyzőkönyv | Rushfeldt 57' Solskjær 73' |

| Stade Josy Barthel, Luxembourg Nézőszám: 3000 Játékvezető: Ivan Dobrinov (bolgár) |

| 2003. június 7. |

| Románia            | 2–0               | Bosznia-Hercegovina |
| ------------------ | ----------------- | ------------------- |
| Mutu 46' Ganea 87' | (0–0) Jegyzőkönyv |                     |

| Stadionul Ion Oblemenco, Craiova Nézőszám: 36 000 Játékvezető: Ruud Bossen (holland) |

| 2003. június 7. |

| Dánia       | 1–0               | Norvégia |
| ----------- | ----------------- | -------- |
| Grønkjær 5' | (1–0) Jegyzőkönyv |          |

| Parken Stadion, Koppenhága Nézőszám: 41 824 Játékvezető: Graham Poll (angol) |

| 2003. június 11. |

| Norvégia                | 1–1               | Románia   |
| ----------------------- | ----------------- | --------- |
| Solskjær 78' (11-esből) | (0–0) Jegyzőkönyv | Ganea 64' |

| Ullevaal Stadion, Oslo Nézőszám: 24 890 Játékvezető: Lubos Michel (szlovák) |

| 2003. június 11. |

| Luxemburg | 0–2               | Dánia                  |
| --------- | ----------------- | ---------------------- |
|           | (0–1) Jegyzőkönyv | Jensen 2' Gravesen 50' |

| Stade Josy Barthel, Luxembourg Nézőszám: 6869 Játékvezető: Yuri Baskakov (orosz) |

| 2003. szeptember 6. |

| Románia                                | 4–0               | Luxemburg |
| -------------------------------------- | ----------------- | --------- |
| Mutu 38' Pancu 40' Ganea 43' Bratu 77' | (3–0) Jegyzőkönyv |           |

| Stadionul Astra, Ploiești Nézőszám: 4000 Játékvezető: Alon Yefet (izraeli) |

| 2003. szeptember 6. |

| Bosznia-Hercegovina | 1–0               | Norvégia |
| ------------------- | ----------------- | -------- |
| Bajramović 87'      | (0–0) Jegyzőkönyv |          |

| Bilino Polje, Zenica Nézőszám: 22 000 Játékvezető: Stéphane Bre (francia) |

| 2003. szeptember 10. |

| Dánia                                 | 2–2               | Románia            |
| ------------------------------------- | ----------------- | ------------------ |
| Tomasson 35' (11-esből) Laursen 90+5' | (1–0) Jegyzőkönyv | Mutu 62' Pancu 72' |

| Parken Stadion, Koppenhága Nézőszám: 42 049 Játékvezető: Urs Meier (csehszlovák) |

| 2003. szeptember 10. |

| Luxemburg | 0–1               | Bosznia-Hercegovina |
| --------- | ----------------- | ------------------- |
|           | (0–1) Jegyzőkönyv | Barbarez 35'        |

| Stade Josy Barthel, Luxembourg Nézőszám: 3425 Játékvezető: Costas Kapitanis (ciprusi) |

| 2003. október 11. |

| Norvégia | 1–0               | Luxemburg |
| -------- | ----------------- | --------- |
| Flo 18'  | (1–0) Jegyzőkönyv |           |

| Ullevaal Stadion, Oslo Nézőszám: 22 255 Játékvezető: Szabó Zsolt (magyar) |

| 2003. október 11. |

| Bosznia-Hercegovina | 1–1               | Dánia         |
| ------------------- | ----------------- | ------------- |
| Bolić 39'           | (1–1) Jegyzőkönyv | Jørgensen 12' |

| Koševo Stadium, Szarajevó Nézőszám: 35 500 Játékvezető: Graham Barber (angol) |